# Adonais

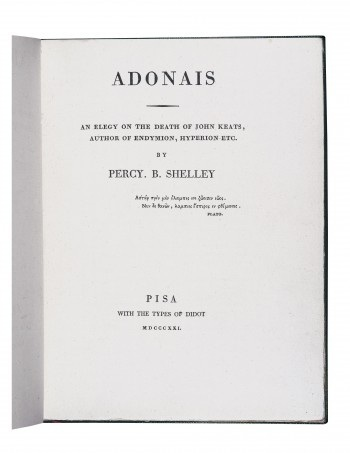
Portada de 1821 de Adonais de Percy Bysshe Shelley

Adonais es una elegía escrita por Percy Bysshe Shelley para John Keats en 1821, catalogada ampliamente como una de las mejores obras de Shelley. El poema, de 495 líneas en 55 estrofas, fue compuesto en la primavera boreal de 1821 inmediatamente después del 11 de abril, cuando Shelley se enteró de la muerte de Keats, sucedida aproximadamente tres meses antes. Es una elegía pastoral, siguiendo la tradición inglesa de la obra de John Milton Lycidas. Shelley había estudiado y traducido elegías clásicas. El título del poema es probablemente una mezcla del griego "Adonis" y del hebreo "Adonai" (lo cual significa "Señor"). La mayor parte de los críticos sugieren que Shelley utilizó la décima égloga de Virgilio, en alabanza de Cornelius Gallus, como modelo.
Fue publicado por Charles Ollier en julio de 1821 con un prólogo en el cual Shelley hace la afirmación incorrecta de que Keats había fallecido de una ruptura en el pulmón inducida por la ira ante las injustas críticas severas de su verso en Quarterly Review y otros periódicos. También agradece a Joseph Severn por haber cuidado de Keats en Roma. Estos elogios incrementaron el interés literario en las obras de Severn. 
Shelley le fue presentado a Keats en Hampstead sobre el final de 1816 por su amigo en común, Leigh Hunt, quien estaba a punto de transferirle su entusiasmo a Shelley en lugar de a Keats. La amplia admiración de Shelley hacia Keats no era completamente recíproca. Keats tenía reservas ante el comportamiento de Shelley, y encontraba algunos de sus consejos algo exagerados (su sugerencia, por ejemplo, de que Keats no debía publicar sus primeras obras). También es posible que Keats estaba molesto por la nueva preferencia de Hunt. A pesar de esto, los dos poetas intercambiaron cartas cuando Shelley y su esposa, Mary, se mudaron a Italia. Cuando Keats cayó enfermo, los Shelley lo invitaron a vivir con él en Pisa pero Keats prefirió viajar con Severn. Pese a su rechazo, el afecto de Shelley hacia Keats continuó hasta su muerte en 1822, cuando una copia de las obras de Keats fue encontrada en un bolsillo sobre su cuerpo inerte. Shelley dijo sobre Keats, luego de haberlo invitado a vivir con él en Pisa tras su enfermedad: "Tengo miedo de que efectivamente estoy nutriendo a un rival que me sobrepasará inmensamente y esto es un motivo adicional de que seré sólo un placer más".
Así concluye la elegía de Shelley a Keats, en la traducción de Vicente Gaos:

Indestructible es la unidad del mundo. / Solo apariencia son cambio y olvido. / La luz del cielo brilla eternamente. / Las sombras de la tierra se disipan. / La abigarrada bóveda de vidrio / de la existencia mancha la radiante / blancura de lo Eterno, hasta que un día / la Muerte la hace añicos. Muere, muere, / si a confundirte plenamente aspiras, / con todo lo que anhelas. Marcha pronto / adonde todo ha huido. El deslumbrante / y azul cielo de Roma, las estatuas, / la música, las flores, las ruïnas / y las palabras, todo es impotente / para expresar en su verdad exacta / toda la gloria que transfunden ellos.